# Erica Stanford

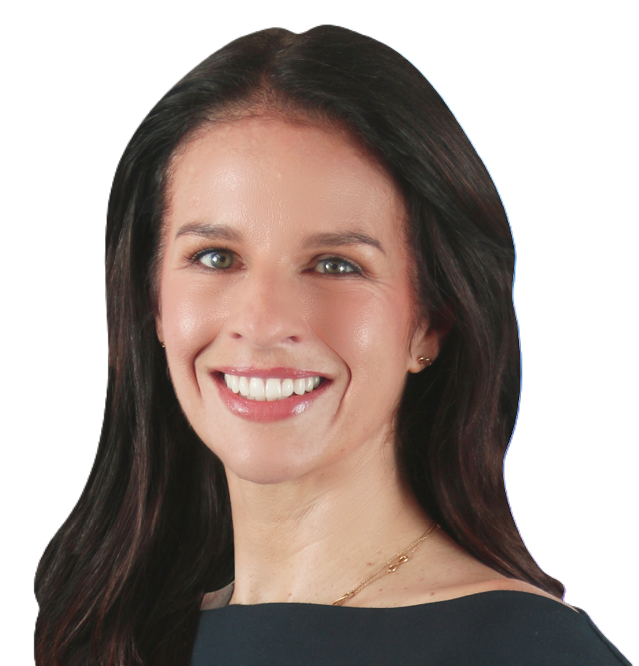
Erica Stanford (2023)

Erica Louise Stanford, geb. Poppelbaum (* 1978 in der Gegend des Ōkura Estuary North Shore City, Auckland Council) ist eine neuseeländische Politikerin der New Zealand National Party.

## Leben
Stanford wurde 1978 in der Gegend des Ōkura Estuary, das Teil des Long Bay-Okura Marine Reserve ist, geboren und wuchs dort auf. Ihr Vater kam als junger Mann von Holland aus den Niederlanden und ihre Mutter ist Neuseeländerin.
Stanford besuchte das Rangitoto College in Auckland und schloss ihr Studium mit einem Bachelor of Arts mit First Class Honours an der University of Auckland ab.

## Berufliche Karriere
Stanford war u. a. als Spezialistin für Exportproduktmarketing bei dem Unternehmen Autex Industries Ltd in Auckland tätig. Ein paar Jahre später arbeitete sie als Organisatorin im Wahlbezirk von Murray McCully, einem Politiker der National Party. Sie verbrachte vier Jahre in dieser Position und war zusätzlich während dieser Zeit auch Vorsitzende der Browns Bay Business Association, einer Non-Profit-Organisation ostnordöstlich von Albany, einem ehemaligen Stadtteil von North Shore City und heutigem Teil der Metropole Auckland Council. Des Weiteren hat sie eine Reihe von lokalen Fernsehshows mitproduziert und war an der Produktion von Piha Rescue, einer neuseeländischen Reality-Serie, die die täglichen Aktionen der Rettungsschwimmer des Piha Surf Life Saving Club am Strand von Piha verfolgt, beteiligt.

## Politische Karriere
Als McCully ankündigte nicht mehr für einen Sitz im Neuseeländischen Parlament zu kandidieren, ergriff Stanford die Chance und trat zur Parlamentswahl im Jahr 2017 für den Wahlkreis East Coast Bays an. Sie gewann den Wahlkreis aus dem Stand mit 65,53 % der abgegebenen Stimmen. Im Wahljahr 2020 reduzierte sich ihr Stimmenanteil auf immer noch sichere 53,71 %.
Stanford wurde als zurückhaltend, wenig warmherzig und als jemand beschrieben, der ziemlich schwer kennenzulernen sei. Andererseits wurde ihr zugetraut, eine ideale Stellvertreterin als Gegengewicht zum Parteivorsitzenden der National Party sein zu können.
Zur Parlamentswahl im Jahr 2023 bestätigte sie dann ihr vorheriges Ergebnis nochmal mit einer Steigerung auf 71,52 % der abgegebenen Stimmen.
Mit dem guten Abschneiden der National Party insgesamt konnte Christopher Luxon mit seiner Partei über eine Drei-Parteien-Koalition eine Regierung bilden, deren Teil Stanford mit zwei Ministerämtern wurde (siehe nachfolgend).

### Ministerämter in der Regierung Luxon
Mit der Regierungsbildung vom 27. November 2023 übernahm Stanford folgende Ministerämter:
| Minister                | vom               | bis     |
| ----------------------- | ----------------- | ------- |
| Minister of Education   | 27. November 2023 | aktuell |
| Minister of Immigration | 27. November 2023 | aktuell |

Quelle: Department of the Prime Minister and Cabinet

## Privates
Stanford ist mit ihrem Mann Kane, den sie aus der High-School-Zeit kennt, verheiratet und hat zwei Kinder. Die Familie lebt in Ōkura an der Ostküste nördlich von Auckland.